# Slaget om Uppsala
Slaget om Uppsala ägde rum den 19 maj 1521 i Uppsala och var en del av Befrielsekriget. De svenska upprorstrupperna segrade över de danska.
Gustav Vasa hade, efter att ha stoppat det danska motanfallet utanför Västerås, skickat två av sina fältherrar Jöns Olofsson och Lars Eriksson att ta kontrollen över det västliga Uppland. Jöns Olofsson som tågat genom Simtuna och Torstuna härader möttes av hövitsmannen i Uppsala Bengt Bjugg, som besegrade hans trupp och dödade Jöns Olofsson. Lars Eriksson hade med sin trupp hunnit till Enköping, där han mötte Bjuggs, och tvingade honom att dra sig tillbaka till Uppsala.
På den danska sidan hade man ännu inte fått någon klar uppfattning om upprorets utbredning, och trodde inte på något snart anfall mot Uppsala. Man hade den 18 maj firat Sankt Eriksmässa i Uppsala, då bondehären natten mellan 18 och 19 maj gjorde ett överraskningsanfall mot ärkebiskopsgården, och lyckades inta den. Bengt Bjugg lyckades fly till Stockholm, men fick en pil i armen, och avled kort därefter.
Segern för bondearmén blev dock tillfällig. Kort efter att Gustav Vasa tre veckor efter stadens erövring lämnade lägret utanför Västerås och begav sig till Uppsala, gjorde ärkebiskopen ett motanfall, och Gustav tvingades fly, och höll på att bli upphunnen av de förföljande trupperna vid Läby vad. Han samlade dock nya trupper och hade vid midsommartiden 1521 drivit tillbaka ärkebiskopen till Stockholm.